# Coalition de la rupture
 (juin 2024).
La mise en forme du texte ne suit pas les recommandations de Wikipédia : il faut le « wikifier ».
Les points d'amélioration suivants sont les cas les plus fréquents. Le détail des points à revoir est peut-être précisé sur la page de discussion.
- Les titres sont pré-formatés par le logiciel. Ils ne sont ni en capitales, ni en gras.
- Le texte ne doit pas être écrit en capitales (les noms de famille non plus), ni en gras, ni en italique, ni en « petit »…
- Le gras n'est utilisé que pour surligner le titre de l'article dans l'introduction, une seule fois.
- L'italique est rarement utilisé : mots en langue étrangère, titres d'œuvres, noms de bateaux, etc.
- Les citations ne sont pas en italique mais en corps de texte normal. Elles sont entourées par des guillemets français : « et ».
- Les listes à puces sont à éviter, des paragraphes rédigés étant largement préférés. Les tableaux sont à réserver à la présentation de données structurées (résultats, etc.).
- Les appels de note de bas de page (petits chiffres en exposant, introduits par l'outil «  Source ») sont à placer entre la fin de phrase et le point final[comme ça].
- Les liens internes (vers d'autres articles de Wikipédia) sont à choisir avec parcimonie. Créez des liens vers des articles approfondissant le sujet. Les termes génériques sans rapport avec le sujet sont à éviter, ainsi que les répétitions de liens vers un même terme.
- Les liens externes sont à placer uniquement dans une section « Liens externes », à la fin de l'article. Ces liens sont à choisir avec parcimonie suivant les règles définies. Si un lien sert de source à l'article, son insertion dans le texte est à faire par les notes de bas de page.
- La présentation des références doit suivre les conventions bibliographiques. Il est recommandé d'utiliser les modèles {{Ouvrage}}, {{Chapitre}}, {{Article}}, {{Lien web}} et/ou {{Bibliographie}}. Le mode d'édition visuel peut mettre en forme automatiquement les références.
- Insérer une infobox (cadre d'informations à droite) n'est pas obligatoire pour parachever la mise en page.

Pour une aide détaillée, merci de consulter Aide:Wikification.
Si vous pensez que ces points ont été résolus, vous pouvez retirer ce bandeau et améliorer la mise en forme d'un autre article.
La Coalition de la rupture, initiée en janvier 2016, est un regroupement politique des opposants pour la présidentielle de 2016 au Bénin. Ce bloc est composé, au départ, des opposants présitiables  et des acteurs politiques ne soutenant par la candidature de Lionel Zinsou pour succéder au président Boni Yayi.

## Origines et composition
Désigné candidat du parti au pouvoir, forces cauris pour un Bénin émergent (FCBE), Lionel Zinsou rallie officiellement, le 12 janvier 2016, le parti du renouveau démocratique (PRD) du président Adrien Houngbédji, et le parti la renaissance du Bénin (RB) de Rosine Soglo, tous deux de l'opposition, à sa candidature,. En réaction, un front anti-Zinsou naît à travers Sacca Lafia sous l'appellation de la «coalition de la rupture», ou en diminutif, rupture.
Ce bloc, est initialement composé de 27 candidats adversaires dont Patrice Talon, Sébastien Ajavon, Pascal Koupaki, Abdoulaye Bio Tchané, Atao Hinnouho de leurs soutiens et d'autres personnalités politiques comme Nicephore Soglo.

## Performances électorales
Le 13 mars 2016, la Cour constitutionnelle proclame, au premier tour du scrutin, Lionel Zinsou, premier avec 28,44 % des voix, Patrice Talon deuxième  avec 24,80% et Sebastien Ajavon arrivé troisième avec 23,03% des voix. Dès lors, la performance des 15 premiers candidats de la Rupture s'établit comme suit: 
| Rang     | Candidats             | Voix obtenues |
| -------- | --------------------- | ------------- |
| 2ème     | Patrice Talon         | 24,80%        |
| 3ème     | Sébastien Ajavon      | 23,03%        |
| 4ème     | Abdoulaye Bio Tchané  | 8,79%         |
| 5ème     | Pascale Koukpaki      | 5,85%         |
| 6ème     | Robert Gbian          | 1,56%         |
| 7ème     | Fernand Amoussou      | 1,17%         |
| 8ème     | Issa Salifou          | 1,04%         |
| 9ème     | Natondé Aké           | 0,88%         |
| 10ème    | Nassirou Bako Arifari | 0,63%         |
| 11ème    | Atao Hinnouho         | 0,40%         |
| 11ème ex | Saliou Aboudou        | 0,40%         |
| 13ème    | Bertin Koovi          | 0,35%         |
| 14ème    | Richard Senou         | 0,26%         |
| 15ème    | Chabi Sika            | 0,24%         |
| 16ème    | Zulkifl Salami        | 0,21%         |

Aucun candidat n'ayant obtenu la majorité absolue, les deux premiers sont allés au second tour où Patrice Talon, soutenu par la rupture notamment Sébastien Ajavon , est élu président avec 65,39 % des voix contre 34,61 % pour son adversaire Lionel Zinsou, pour un taux de participation de 65,57 % des électeurs inscrits.